# 名古屋市交通局1070形電車
名古屋市交通局1070形電車は、かつて名古屋市交通局が保有していた路面電車（市電）車両である。

## 概要
新潟鉄工所により元々仙台市電に100形として納入されるべく製造された車両が注文流れとなったため、名古屋市電が代わりに購入したものである。これは新車の投入ではなく、旧車の改造という名義で行われた。注文は1947年、竣工は1948年1月である。総数5両が投入された。「1070」の形式は、「仙台」をもじったものであるといわれている。
設計は1400形に準じており、幅や車長こそ短いが外観は良く似ていた。ただし中間扉は省略されている。
なお、塗装は当初は赤1色になっており、「赤電車」と呼ばれた。のちには名古屋市電の標準色である、クリームとグリーンのものに変更されている。
小型であることと全5両という少数派であったために早期に淘汰の対象となり、1968年に路線縮小に伴い廃車となった。
同型車の仙台市電100形のうち、117号は長崎電気軌道にて1050形1051号として動態保存、123号は仙台市電保存館にて静態保存されており、本車の面影を偲ぶことができる。

## 車両諸元
- 車長：11400mm
- 車高：3410
- 車幅：2170mm
- 定員：65名
- 自重：13.5t
- 台車：ブリル39E2型の類似コピー品
- 電動機：37kW×2
- 製造：新潟鐵工所